# Bigo Live
Bigo Live è una piattaforma di live streaming di proprietà della società BIGO Technology, fondata nel 2014 e con sede a Singapore. BIGO Technology ha sviluppato un'intelligenza artificiale e un apprendimento automatico proprietari, integrati nell'applicazione. Le funzioni di intelligenza artificiale sono utilizzate per migliorare il coinvolgimento e l'esperienza degli utenti durante le dirette streaming.
Gli spettatori possono sostenere le loro emittenti preferite con regali in-app, e alcune emittenti popolari utilizzano l'app come impiego a tempo pieno. BIGO possiede anche Likee, la piattaforma di creazione e condivisione di brevi video.

## La storia
Nel marzo 2016, Bigo Live è stata lanciata per i sistemi operativi iOS e Android.
Dal 2016 al 2017, BIGO LIVE ha raggiunto più volte la vetta delle classifiche di download di Google Play e Apple Store in Thailandia, Vietnam, Indonesia, Singapore, Malesia e Filippine.
Nel dicembre 2018, Bigo Live ha raggiunto 26,7 milioni di utenti attivi mensili.
Nel marzo 2019, la società JOYY Inc. quotata al NASDAQ ha completato l'acquisizione di BIGO Technology.
Nel novembre 2019, gli utenti attivi mensili delle app della società hanno superato i 350 milioni a livello globale.
Nel marzo 2020, Bigo si è classificata al 6º posto negli Stati Uniti e al 5º posto a livello mondiale per le app di streaming, in base ai ricavi totali degli acquisti in-app.
Nel maggio 2020, Bigo Live ha lanciato una partnership con Bark, una soluzione per la sicurezza online, per mantenere i bambini al sicuro online.
Nel dicembre 2020, Bigo Live ha annunciato una partnership con The Trevor Project, la più grande organizzazione al mondo per la prevenzione dei suicidi e l'intervento in caso di crisi per i giovani LGBTQ.
All'inizio del 2021, Bigo Live contava 400 milioni di utenti in oltre 150 Paesi.
Nel 2021, ha raggiunto 29,5 milioni di utenti attivi medi mensili nel secondo trimestre dell'anno.
Nel 2021, Bigo Live si è classificato al secondo posto nella classifica delle Top Breakout Social Apps di App Annie del 2021 per spesa dei consumatori.

## Caratteristiche
- Streaming[15]

Le persone possono trasmettere in live streaming i loro momenti di vita, mostrare i loro talenti e ricevere regali virtuali dai sostenitori. Gli utenti possono guardare le live stream di tendenza e possono filtrare le emittenti di un determinato Paese nella pagina di esplorazione. Gli utenti che soddisfano determinati criteri possono creare le proprie famiglie.
Gli utenti possono trasmettere e guardare le live stream di giochi popolari, come PUBG, League of Legends, RoV, Free Fire, Fortnite, Call of Duty, Dota 2, Hearthstone, Rules of Survival e altri ancora, ecc. Ha firmato come sponsor per Box Fighting Championship nel 2020.
- Chat video dal vivo e videochiamate

Gli utenti possono invitare gli amici per una chat video online 1:1 o creare chat video di gruppo o videochiamate con un massimo di 9 persone tramite la Multi-guest Room. Con la funzione match up, gli utenti possono avviare una chat casuale con persone vicine o incontrare nuovi amici. Sono disponibili filtri video e adesivi per i broadcaster.
- PK in diretta

Le emittenti possono sfidarsi in PK con altre persone: chi ottiene più punti di attrazione vincerà la partita.
- Bar

Gli utenti possono condividere immagini e brevi video, aggiungere hashtag ai loro post su Bar, dove spesso vengono caricati clip e screenshot dei loro live stream.
- Live virtuale

Nel 2021, BIGO Live ha lanciato i suoi avatar 3D Virtual Live. Gli utenti possono rappresentare se stessi attraverso avatar digitali creati sull'app. La funzione "Virtual Live" è sviluppata utilizzando una miscela di tecnologia VR e AR per catturare espressioni facciali realistiche e imitare i movimenti dell'utente durante il livestream in tempo reale.